# Cadurcia plutellae
Cadurcia plutellae är en tvåvingeart som beskrevs av Fritz Isidore van Emden 1942. Cadurcia plutellae ingår i släktet Cadurcia och familjen parasitflugor.
Artens utbredningsområde är Kenya. Inga underarter finns listade i Catalogue of Life.